# Diane (album, 1992)
Albums de Diane Dufresne
Sans dessous dessus
(1991) Maman si tu m'voyais
(1993)

Diane est une double compilation de la chanteuse Diane Dufresne. Parue en 1992 en France elle est composée de 25 chansons en version studio ainsi qu'en version concert. Cette compilation ne doit pas être confondue avec la compilation Diane éditée au Canada en 1991 et en France sous le titre Québec en 1998.

## ÉditionCD

### Titres CD 1
| No  | Titre                                       | Paroles            | Musique               | Durée |
| --- | ------------------------------------------- | ------------------ | --------------------- | ----- |
| 1.  | Mon premier show                            | Luc Plamondon      | François Cousineau    | 5:17  |
| 2.  | Sur la même longueur d'ondes                | Luc Plamondon      | François Cousineau    | 4:28  |
| 3.  | Les hauts et les bas d'une hôtesse de l'air | Luc Plamondon      | François Cousineau    | 6:38  |
| 4.  | Partir pour Acapulco                        | Luc Plamondon      | François Cousineau    | 6:01  |
| 5.  | J'ai besoin d'un chum                       | Luc Plamondon      | François Cousineau    | 3:07  |
| 6.  | Ca m'donne les bleus                        | Luc Plamondon      | François Cousineau    | 4:21  |
| 7.  | Fascination                                 | Maurice de Féraudy | Fermo Dante Marchetti | 3:45  |
| 8.  | J'ai vendu mon âme au Rock n'Rroll          | Luc Plamondon      | François Cousineau    | 2:41  |
| 9.  | Rock pour un gars d'bicycle                 | Luc Plamondon      | François Cousineau    | 3:34  |
| 10. | La chanteuse straight                       | Luc Plamondon      | François Cousineau    | 4:27  |
| 11. | Actualités                                  | Luc Plamondon      | François Cousineau    | 5:41  |
| 12. | J'me sens ben                               | Luc Plamondon      | François Cousineau    | 4:05  |
| 13. | Le Parc Belmont                             | Luc Plamondon      | Christian Saint-Roch  | 5:40  |

- (Titres 1,9,10,11,12 et 13 en concert)

### Titres CD 2
| No  | Titre | Paroles                        | Musique            | Durée |
| --- | --- | ------------------------------ | ------------------ | ----- |
| 1.  | Medley "Mon premier show" (Un jour il viendra mon amour, J'ai rencontré l'homme de ma vie, Tu m'fais flipper, Pars pas sans m'dire bye bye, Mon p'tit boogie woogie) | Marcel Lebebvre, Luc Plamondon | François Cousineau | 10:36 |
| 2.  | Chanson pour Elvis | Luc Plamondon                  | François Cousineau | 4:27  |
| 3.  | La Vie en rose | Édith Piaf                     | Louiguy            | 4:10  |
| 4.  | Les Dessous chics | Serge Gainsbourg               | Serge Gainsbourg   | 3:07  |
| 5.  | J'tombe amoureuse | Pierre Grosz                   | Claude Engel       | 4:24  |
| 6.  | Désir | Pierre Grosz                   | Lewis Furey        | 3:44  |
| 7.  | Kabuki | Pierre Grosz                   | Claude Engel       | 3:59  |
| 8.  | Top Secret | Pierre Grosz                   | Claude Engel       | 3:58  |
| 9.  | On fait tous du show business | Luc Plamondon                  | François Cousineau | 7:51  |
| 10. | Oxygène | Luc Plamondon                  | Germain Gauthier   | 6:10  |
| 11. | J'ai douze ans | Luc Plamondon                  | Germain Gauthier   | 4:51  |
| 12. | Je voulais te dire que je t'attends | Michel Jonasz, Pierre Grosz    | Michel Jonasz      | 5:40  |

- (Titres 9, 10, 11 et 12 en concert)

## Crédits
- Musiciens : Multiples
- Conception pochette : Didier Foret
- Production : Gestion Son Image
- Label : Columbia